# Mikaël Meloul
Pour les articles homonymes, voir Melloul.
Mikael Meloul, né le 2 avril 1973 à Nice, est un taekwondoïste français.
En remportant la médaille d'or dans la catégorie des moins de 83 kg aux Championnats du monde de taekwondo 1993, il devient le premier français champion du monde de taekwondo. Il enchaîne les victoires lors des années suivantes, en décrochant la médaille d'argent aux Championnats d'Europe de taekwondo 1994, la médaille de bronze aux Championnats du monde de taekwondo 1995 et la médaille d'or aux Championnats d'Europe de taekwondo 1996.
Il a créé le club de taekwondo « taekwondo azur sport ». Il a créé également sa chaîne YouTube « Mikael Meloul » où il montre tous les poomsés (chorégraphie à apprendre par cœur pour passer une ceinture, enchaînement de technique de taekwondo) et quelque vidéos de compétitions de son club.